# Klaus Backmeister

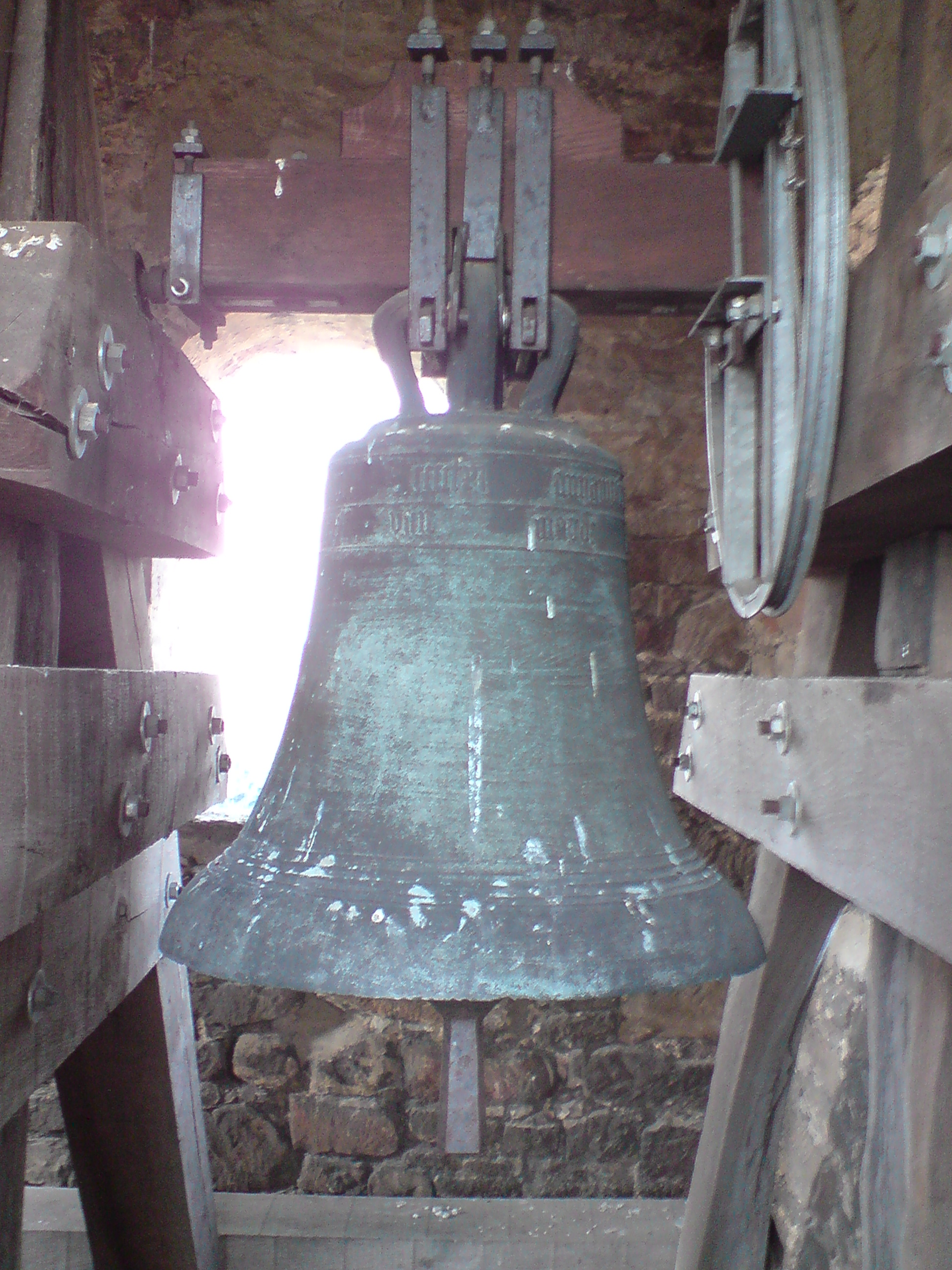
Nievoldhagenglocke aus dem Jahr 1511

Klaus Backmeister (* vor 1479; † nach 1523), im Sprachgebrauch seiner Zeit auch Clawes Backmester genannt, war ein in Magdeburg tätiger Glockengießer.
Im Zeitraum von 1479 bis 1523 stellte er etwa 30 Glocken her, die vornehmlich für Gemeinden in der Region Magdeburg und der Altmark entstanden.
Bekannt sind für Salzwedel (1479, 1490), Wormsdorf, Klein und Groß Ammensleben (1493), Sankt-Jakob-Kirche in Bebertal I (1499), Sankt-Maria-Kirche in Hakenstedt und Uhrsleben (1501), Dorfkirche in Vahldorf (1502), Dorfkirche in Osternienburg (1504), Eichenbarleben und Kerkau (1507), Stendal (1508), Dorfkirche in Elversdorf (1510), Sankt-Stephanus-Kirche in Eschenrode (die sogenannte Nievoldhagenglocke, 1511) und Dorfkirche in Gagel (1516) gefertigte oder dort befindliche Glocken. 1523 schuf er für die Sankt-Stephanus-Kirche in Westerhüsen die Christkönigsglocke.
Auch eine 1522 entstandene Glocke in der Kirche Unserer Lieben Frauen in Wedringen sowie eine Glocke in der Dorfkirche von Darnewitz werden ihm zugeschrieben.